# Prawo prairiala
Prawo prairiala (fr. loi de prairial) – ustawa Konwentu Narodowego z dnia 10 czerwca 1794 (22 prairiala roku II), faktyczny początek okresu wielkiego terroru. Stanowiła kontynuację dekretu o podejrzanych z 17 września 1793 r. Upraszczała ona postępowanie przed Trybunałem Rewolucyjnym, pozbawiając oskarżonych niemal wszystkich praw. Definiowała również pojęcie wrogów ludu i nakazywała Trybunałowi orzekanie wobec nich kary śmierci, nie przewidując jakichkolwiek kar alternatywnych.
Uchwalenie prawa prairiala wiązało się z likwidacją trybunałów rewolucyjnych na prowincji i przeniesieniem wszystkich spraw związanych z walką z kontrrewolucją przed trybunał w Paryżu. Taką centralizację Komitet Ocalenia Publicznego i Komitet Bezpieczeństwa Powszechnego uzasadniały walką z nadużyciami, jakich dopuszczali się w czasie swoich misji liczni komisarze Konwentu (jak Joseph Fouché w Lyonie). Zdaniem wielu jakobinów przeniesienie wszystkich spraw (a zatem i więźniów) do stolicy wymuszało na Trybunale Rewolucyjnym znaczące przyspieszenia, a co za tym idzie uproszczenie procedur sądowych. 
Głównymi orędownikami ustawy byli Georges Couthon oraz Bertrand Barère de Vieuzac, któremu przypisuje się wypowiedź o „konieczności wyczyszczenia więzień”. Również Couthon mówił o „unicestwianiu wrogów ojczyzny” w przedstawionym przez siebie ostatecznym projekcie prawa. Nie jest natomiast całkowicie wyjaśnione, na ile projekt był konsultowany w Komitetach i na ile zyskał poparcie poszczególnych ich członków. 

## Postanowienia
Cel Trybunału Rewolucyjnego określono jako ukaranie wrogów ludu, zdefiniowanych jako osoby dążące do zniszczenia wolności. Ustawa zaliczała do nich wszystkich określanych przez wcześniejsze prawa jako konspiratorów lub kontrrewolucjonistów, dodając do tego pojęcia liczne nowe przewinienia, między innymi rozprzestrzenianie fałszywych informacji, utrudnianie aprowizacji Paryża, perfidne nadużywanie uprawnień i deprawowanie moralności narodu. Oprócz wyliczonych przestępstw, ustawa pozwalała na postawienie przed Trybunałem Rewolucyjnym wszystkich osób, które w dowolny sposób przeciwdziałały wolności, jedności i bezpieczeństwu bądź utrudniały ich wzmocnienie. Wszyscy uznani za winnych podlegali karze śmierci na gilotynie.
Ustawa zmieniła też zasady postępowania karnego. Każdy obywatel miał prawo i obowiązek zatrzymać znanych sobie wrogów ludu i doprowadzić ich do urzędników. Prowadzenie śledztwa uznano za zbędną formalność. Sprawy badano od razu przed Trybunałem Rewolucyjnym. Oskarżyciel publiczny mógł wprawdzie stwierdzić, że oskarżenie jest bezpodstawne i zwolnić podejrzanego, jednak dopiero po uzyskaniu zgody Komitetu Bezpieczeństwa Powszechnego i Komitetu Ocalenia Publicznego. Podczas procesu dopuszczano dowody zarówno materialne, jak i „moralne”. Zakazano powoływania świadków, podobnie jak śledztwo nazwanych formalnością, chyba że było to konieczne do odkrycia współwinnych. Oskarżeni mieli prawo bronić się wyłącznie sami. W efekcie z reguły sąd ogłaszał wyrok wyłącznie na podstawie aktu oskarżenia i mowy oskarżonego.

## Konsekwencje
Wejście ustawy w życie rozpoczęło we Francji okres wielkiego terroru. W ciągu zaledwie 47 dni Trybunał Rewolucyjny skazał na śmierć 1376 osób, podczas gdy od jego powstania 6 kwietnia 1793 r. takich wyroków było 1251. Powszechne poczucie zagrożenia doprowadziło do szybkiego upadku dyktatury Robespierre'a w przewrocie 9 thermidora z 27 lipca. Ustawę uchylono już 1 sierpnia. W ustawie z 8 sierpnia 1794 (21 thermidora) Konwent zakazał stawiania przed Trybunałem za czyny popełnione przed przyjęciem ustawy uznającej je za przestępstwo, z uzasadnieniem, że działania ustaw wstecz zabrania Deklaracja Praw Człowieka i Obywatela.